# Palkovics Nóra
Palkovics Nóra (Kaposvár, 1994. december 15. –) válogatott labdarúgó, csatár. Jelenleg az MTK Hungária FC labdarúgója.

## Pályafutása

### Klubcsapatban
2007-ben az Edzett Ifjúságért SE csapatában kezdte a labdarúgást. 2009-ben igazolt az MTK-hoz. Az élvonalban 2010. október 9-én mutatkozott be Szombathelyen a Viktória ellen, ahol csereként állt be a 80. percben Tell Zsófia helyett és csapata 1–0-ra győzött. Első gólját a 2010–11-es idény rájátszásának 2. fordulójában a Ferencváros ellen szerezte, mellyel csapata 2–1-re győzött. Az MTK-val három bajnoki címet szerzett.

### A válogatottban
2013-ban nyolc alkalommal szerepelt a válogatottban.

## Sikerei, díjai
- Magyar bajnokság
  - bajnok: 2010–11, 2011–12, 2012–13
- Magyar kupa
  - győztes: 2013
  - döntős: 2011

## Statisztika

### Mérkőzései a válogatottban
| Magyarország | Magyarország         | Magyarország                       | Magyarország | Magyarország | Magyarország | Magyarország | Magyarország | Magyarország |
| #            | Dátum                | Helyszín                           | Hazai        | Eredmény     | Vendég       | Kiírás       | Gólok        | Esemény      |
| ------------ | -------------------- | ---------------------------------- | ------------ | ------------ | ------------ | ------------ | ------------ | ------------ |
| 1.           | 2013. április 17.    | Belatinc                           | Szlovénia    | 1 – 4        | Magyarország | barátságos   | -            | a szünetben  |
| 2.           | 2013. május 31.      | Gyirmót                            | Magyarország | 4 – 0        | Wales        | barátságos   | -            | 56'          |
| 3.           | 2013. június 2.      | Lipót                              | Magyarország | 2 – 1        | Wales        | barátságos   | -            | 75'          |
| 4.           | 2013. augusztus 20.  | Balatonfüred                       | Magyarország | 2 – 3        | Szlovákia    | Balaton-kupa | -            | 70'          |
| 5.           | 2013. augusztus 22.  | Balatonfüred                       | Magyarország | 1 – 3        | Csehország   | Balaton-kupa | -            | a szünetben  |
| 6.           | 2013. szeptember 3.  | Gyula                              | Magyarország | 3 – 2        | Románia      | barátságos   | -            | 53'          |
| 7.           | 2013. szeptember 5.  | Gyula                              | Magyarország | 5 – 1        | Románia      | barátságos   | -            |              |
| 8.           | 2013. szeptember 25. | Budapest, Hidegkuti Nándor Stadion | Magyarország | 0 – 4        | Dánia        | barátságos   | -            | a szünetben  |
|              | Összesen             |                                    |              | 8            | mérkőzés     |              | 0            | gól          |